# Antonio Balas
Antonio Balas Dávila es un teniente coronel de la Guardia Civil española, actualmente al frente del Departamento de Delincuencia Económica de la Unidad Central Operativa (UCO). Reconocido por su trayectoria en la lucha contra la corrupción y el crimen organizado, ha participado en investigaciones de alto perfil que han implicado a figuras políticas de diversos partidos en famosos casos de corrupción como las operaciones Púnica, Lezo o Erial, el Caso ERE en Andalucía y actualmente lidera las investigaciones de los casos Koldo y Begoña Gómez, ambos del entorno del presidente del Gobierno.

## Trayectoria profesional
Balas Dávila inició su carrera en el Grupo de Información de la Guardia Civil en Guipúzcoa, participando en operaciones contra la organización terrorista ETA. Posteriormente, fue destinado a Salamanca, donde dirigió la Unidad Orgánica de Policía Judicial, destacando por su labor en la lucha contra el narcotráfico y recibiendo condecoraciones como la Cruz del Mérito Militar con distintivo blanco y la Encomienda de la Orden del Mérito Civil. Publicó un artículo sobre el tema de la financiación de la delincuencia organizada publicado en Cuadernos de la Guardia Civil, la publicación editada por su cuerpo, titulado La financiación de la delincuencia organizada factor relevante en la lucha contra la criminalidad organizada en transformación constante.
También se destacó en la investigación sobre crímenes económicos empresariales, especialmente aquellos ligados contra empresas de titularidad de ciudadanos chinos en España como las de la red de evasión fiscal desmantelada en 2018 o aquellas dedicadas a los hidrocarburos.
Entre las operaciones destacadas bajo su liderazgo se encuentra la Operación Drake, considerada el mayor golpe contra el fraude del IVA en el sector de hidrocarburos en España. Iniciada en 2015 y culminada en 2019, esta investigación desmanteló una red que defraudó más de 150 millones de euros mediante un entramado de más de 300 sociedades instrumentales y testaferros. Uno de los principales implicados fue el empresario Alejandro Hamlyn, presidente del Grupo Hafesa. La lucha contra el fraude ha continuado siendo uno de sus campos de actuación a lo largo de los años, siendo además un campo que le generó logros como la mayor incautación histórica de contrabando de tabaco en 2018.
En 2020, asumió la jefatura del Departamento de Delincuencia Económica de la UCO, sucediendo al teniente coronel Francisco Almansa. Desde entonces, ha estado al frente de investigaciones relevantes a nivel autonómico, como los casos Taula y Azud, así como algunos más relevantes a nivel nacional como el caso Erial. Anteriormente, había estado presente como investigador en tramas de corrupción conocidas a nivel nacional como las operaciones Púnica y Lezo o el Caso ERE en Andalucía.
En el juicio sobre el caso Tándem, la defensa de José Manuel Villarejo señaló a Antonio Balas como el «comandante de la UCO» al que hacía referencia el denunciante David Rodríguez Vidal cuando explicó su denuncia. Éste negó que hubiera sido Balas la persona a la que se refería.
En 2024, lideró el nuevo caso Koldo, que involucra al exministro José Luis Ábalos, y pesquisas sobre presuntas irregularidades relacionadas con Begoña Gómez y David Sánchez, esposa y hermano del presidente del Gobierno, respectivamente.
En mayo de 2025, se filtraron audios en los que personas vinculadas al PSOE, incluyendo a la periodista y exdirigente socialista Leire Díez Castro, presuntamente intentaban obtener información comprometedora sobre Balas Dávila para desacreditarlo. En dichas grabaciones, se sugiere que su caída facilitaría la resolución de problemas legales para ciertos implicados en casos de corrupción. Estas revelaciones generaron una ola de críticas y denuncias por parte de asociaciones profesionales de la Guardia Civil, que consideraron estos intentos como un ataque a la independencia de la UCO.

## Distinciones
- Cruz del Mérito Militar con distintivo blanco ( España, Octubre de 2009).[16]
- Encomienda de la Orden del Mérito Civil ( España, 13 de octubre de 2011).[17]
- Medalla de Plata del Trabajo ( España, 11 de julio de 2014).[18]
- 19 Cruces de la Orden del Mérito de la Guardia Civil ( España, 6 con distintivo rojo, 13 con distintivo blanco).[18]